# Carlton Cole
Carlton Michael Cole Okirie (Londra, 12 novembre 1983) è un ex calciatore inglese, di ruolo attaccante.

## Carriera

### Club

#### Inizi
Cole inizia la carriera nel Chelsea, con cui debutta in Premiership il 6 aprile 2002, sostituendo Jimmy Floyd Hasselbaink nella vittoria per 3-0 contro l'Everton. Durante la stagione, gioca un'altra partita, ossia la sconfitta interna per 3-1 ad opera dell'Aston Villa. La stagione 2002-2003 inizia bene per Cole, che segna anche un gol nella partita vinta per 3-1 contro lo Charlton Athletic. Si trasferisce poi in prestito al Wolverhampton Wanderers, dove segna una rete in sette partite.
Nella stagione successiva, Cole gioca in prestito al Charlton e viene impiegato in 21 partite, coronate da 4 reti. Anche nella stagione 2004-2005, Cole viene mandato in prestito: precisamente a Birmingham, all'Aston Villa. Qui gioca 27 partite mettendo a segno 3 reti, Torna ai blues nel 2005-2006, prima di essere ceduto definitivamente al West Ham United.

#### West Ham
Cole passò agli hammers per 3 milioni di €. Segnò il suo primo gol con la nuova maglia il 20 agosto 2006 contro lo Charlton Athletic, fissando il risultato sul 3-1. Tuttavia, si trovò davanti prima Bobby Zamora e poi Carlos Tévez, e terminò la stagione con 17 apparizioni e 2 gol in campionato, con il West Ham che si salvò con 41 punti e la quindicesima posizione solo all'ultima giornata. Con la cessione di Carlitos Tévez, nel campionato successivo Cole guadagnò più posto in squadra, segnando la sua prima rete stagionale nel 3-1 inflitto al Sunderland il 21 ottobre 2007; 9 giorni dopo mise a segno il gol, nei minuti di recupero, che permise alla sua squadra di superare il Coventry City per 2-1 e di passare il quarto turno di League Cup.
Il 25 novembre realizzò il primo gol del derby pareggiato 1-1 con il Tottenham. La sua stagione terminò con uno score di 37 apparizioni totali e 6 gol (di cui 4 in campionato), ma ben 8 assist; il West Ham terminò il campionato in decima posizione. Nella stagione seguente Cole andò in rete per la prima volta nella partita con il Blackburn Rovers vinta per 4-1. Il 26 ottobre 2008 ricevette il suo primo cartellino rosso da quando era al West Ham nella gara persa per 2-0 con l'Arsenal. La sua ultima rete in stagione, nella vittoria per 2-1 con il Middlesbrough, garantì alla sua squadra la nona posizione. Cole realizzò 12 reti totali (10 solo in campionato) in 32 presenze complessive.

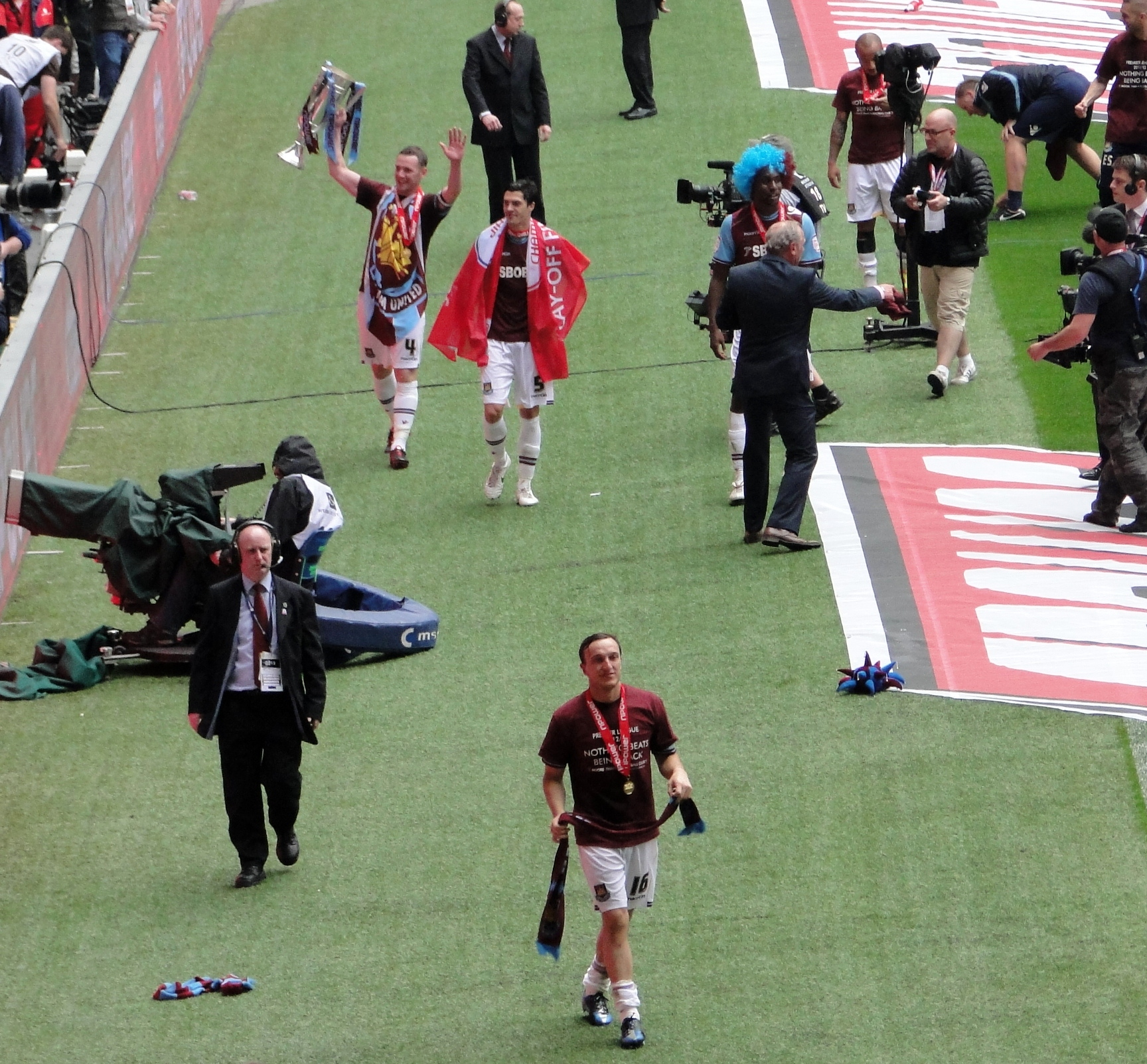
Cole (con la parrucca blu) festeggia con Nolan e Tomkins la vittoria dei playoff del Championship

La stagione 2009-2010 iniziò con il gol dell'illusorio vantaggio nella sconfitta interna per 2-1 nel derby con il Tottenham, il 23 agosto 2009. Tra la quinta e la settima giornata andò a segno per tre volte consecutive, contro Liverpool (sconfitta per 3-2), Manchester City (sconfitta per 3-1) e contro il Fulham (pareggio per 2-2). Il 25 ottobre segnò un gol nel derby pareggiato per 2-2 con l'Arsenal. Concluse la stagione con 10 reti in 32 partite, con il West Ham che raggiunse il diciassettesimo posto.
Nella stagione successiva, Cole andò in gol per la prima volta il 23 ottobre 2010 contro il Newcastle, in una sconfitta interna per 2-1. Il 30 novembre realizzò la sua prima doppietta in carriera, nel match di League Cup vinto per 4-0 con il Manchester United. Il 26 dicembre, invece, fu la volta della prima doppietta in Premier League, nel derby esterno vinto per 3-1 con il Fulham. Il 21 febbraio 2011 mise a segno per la terza volta in stagione due gol in una partita, nel quinto turno di FA Cup, gara vinta 5-1 con il Burnley. Il West Ham passò però un'annata difficile e retrocedette nel Football League Championship. Cole segnò 11 reti in 43 partite complessive.
La stagione in Championship cominciò con un gol nel 4-0 rifilato al Watford nel derby del 16 agosto. Il 26 dicembre segno un gol nell'importante incontro terminato 1-1 in casa del Birmingham City. Il 4 febbraio 2012 andò in rete nell'East London derby vinto per 2-1 con il Millwall. Il 28 aprile, nell'ultimo turno di campionato, segnò la sua prima doppietta in stagione, nella gara vinta per 2-1 con lo Hull City. Nei playoff, realizzò la prima delle due reti con cui il West Ham, superando per 2-1 il Blackpool, fece ritorno in Premier League. La stagione terminò con 15 reti in 41 partite totali.
Segnò la sua prima rete della stagione 2012-2013 contro il Chelsea, sua ex squadra, nella partita del 1º dicembre vinta per 3-1. Andò ancora in gol il 22 dicembre contro l'Everton, gara persa per 2-1 in cui venne anche espulso per un fallo su Leighton Baines. Questo rimase il suo ultimo gol con il West Ham: il 21 maggio 2013, infatti, dichiarò che avrebbe lasciato la squadra, dopo sette stagioni, alla naturale scadenza del suo contratto. Il campionato terminò con 29 presenze totali e 2 sole reti, gli Irons raggiunsero il decimo posto. A fine stagione rimane svincolato ma, dopo essere stato in trattativa con il Saint-Étienne, decide di rinnovare con il West Ham. Il 28 maggio 2015 la società londinese annuncia che non rinnoverà il contratto in scadenza dell'attaccante, lasciandolo così svincolato.

#### Celtic
Il 22 ottobre 2015 firma un contratto valido fino al giugno 2017 con il Celtic. Debutta con i bianco-verdi nella vittoria esterna per 3-1 del 29 novembre contro l'Inverness Caledonian Thistle. Segna il primo gol stagionale il 10 gennaio 2016 nella vittoria per 3–0 contro lo Stranraer in un incontro valido per la Scottish Cup. Il successivo 16 giugno, la società annuncia la risoluzione del contratto con Cole.

#### Sacramento Republic
Il 9 agosto 2016, Cole viene ingaggiato dai Sacramento Republic della USL Championship statunitense, ma lascia il club in ottobre dopo aver giocato 4 partite.

#### Persib Bandung
Il 30 marzo 2017, Cole firma un contratto di 10 mesi con gli indonesiani del Persib Bandung, dove ritrova l'ex compagno del Chelsea Michael Essien.

### Nazionale
Dopo aver giocato per le diverse nazionali giovanili inglesi, ha debuttato con la nazionale maggiore l'11 febbraio 2009 in un'amichevole con la Spagna.

## Statistiche

### Presenze e reti nei club
Statistiche aggiornate al 29 luglio 2017.
| Stagione        | Squadra             | Campionato      | Campionato | Campionato | Coppe nazionali | Coppe nazionali | Coppe nazionali | Coppe continentali | Coppe continentali | Coppe continentali | Altre coppe | Altre coppe | Altre coppe | Totale | Totale |
| Stagione        | Squadra             | Comp            | Pres       | Reti       | Comp            | Pres            | Reti            | Comp               | Pres               | Reti               | Comp        | Pres        | Reti        | Pres   | Reti   |
| --------------- | ------------------- | --------------- | ---------- | ---------- | --------------- | --------------- | --------------- | ------------------ | ------------------ | ------------------ | ----------- | ----------- | ----------- | ------ | ------ |
| 2001-2002       | Chelsea             | PL              | 3          | 1          | FACup+CdL       | 0               | 0               | CU                 | 0                  | 0                  | -           | -           | -           | 3      | 1      |
| 2002-gen. 2003  | Chelsea             | PL              | 13         | 3          | FACup+CdL       | 2+1             | 1+2             | CU                 | 0                  | 0                  | -           | -           | -           | 16     | 6      |
| gen.-giu. 2003  | Wolverhampton       | FD              | 7          | 1          | FACup+CdL       | -               | -               | -                  | -                  | -                  | -           | -           | -           | 7      | 1      |
| 2003-2004       | Chelsea             | PL              | 1          | 0          | FACup+CdL       | -               | -               |                    | -                  | -                  |             | -           | -           | 1      | 0      |
| 2003-2004       | Charlton            | PL              | 21         | 4          | FACup+CdL       | 1+0             | 1               | -                  | -                  | -                  | -           | -           | -           | 22     | 5      |
| 2004-2005       | Aston Villa         | PL              | 27         | 3          | FACup+CdL       | 1+2             | 0               | -                  | -                  | -                  | -           | -           | -           | 30     | 3      |
| 2005-2006       | Chelsea             | PL              | 9          | 0          | FACup+CdL       | 2+0             | 1               | UCL                | 2                  | 0                  | CS          | 0           | 0           | 13     | 1      |
| Totale Chelsea  | Totale Chelsea      | Totale Chelsea  | 26         | 4          |                 | 5               | 4               |                    | 2                  | 0                  |             | 0           | 0           | 33     | 8      |
| 2006-2007       | West Ham            | PL              | 17         | 2          | FACup+CdL       | 2+0             | 1               | CU                 | 2                  | 0                  | -           | -           | -           | 21     | 3      |
| 2007-2008       | West Ham            | PL              | 31         | 4          | FACup+CdL       | 2+4             | 0+2             | -                  | -                  | -                  | -           | -           | -           | 37     | 6      |
| 2008-2009       | West Ham            | PL              | 27         | 10         | FACup+CdL       | 4+1             | 1+1             | -                  | -                  | -                  | -           | -           | -           | 32     | 12     |
| 2009-2010       | West Ham            | PL              | 30         | 10         | FACup+CdL       | 0+2             | 0               | -                  | -                  | -                  | -           | -           | -           | 32     | 10     |
| 2010-2011       | West Ham            | PL              | 35         | 5          | FACup+CdL       | 2+6             | 2+4             | -                  | -                  | -                  | -           | -           | -           | 43     | 11     |
| 2011-2012       | West Ham            | FLC             | 40+3       | 14+1       | FACup+CdL       | 0               | 0               | -                  | -                  | -                  | -           | -           | -           | 43     | 15     |
| 2012-2013       | West Ham            | PL              | 27         | 2          | FACup+CdL       | 2+0             | 0               | -                  | -                  | -                  | -           | -           | -           | 29     | 2      |
| 2013-2014       | West Ham            | PL              | 26         | 5          | FACup+CdL       | 0+4             | 0               | -                  | -                  | -                  | -           | -           | -           | 30     | 5      |
| 2014-2015       | West Ham            | PL              | 23         | 2          | FACup+CdL       | 3+0             | 1               | -                  | -                  | -                  | -           | -           | -           | 26     | 3      |
| Totale West Ham | Totale West Ham     | Totale West Ham | 256+3      | 54+1       |                 | 32              | 12              |                    | 2                  | 0                  |             | -           | -           | 293    | 67     |
| ott. 2015-2016  | Celtic              | SP              | 4          | 0          | SC+CdL          | 1+0             | 1               | UEL                | 0                  | 0                  | -           | -           | -           | 5      | 1      |
| 2016            | Sacramento Republic | USL             | 3+1        | 0          | USOC            | 0               | 0               | -                  | -                  | -                  | -           | -           | -           | 4      | 0      |
| 2017            | Persib              | ISL             | 5          | 0          | -               | -               | -               | -                  | -                  | -                  | -           | -           | -           | 5      | 0      |
| Totale carriera | Totale carriera     | Totale carriera | 353        | 67         |                 | 42              | 18              |                    | 4                  | 0                  |             | 0           | 0           | 399    | 85     |

### Cronologia presenze e reti in Nazionale
| Cronologia completa delle presenze e delle reti in nazionale ― Inghilterra | Cronologia completa delle presenze e delle reti in nazionale ― Inghilterra | Cronologia completa delle presenze e delle reti in nazionale ― Inghilterra | Cronologia completa delle presenze e delle reti in nazionale ― Inghilterra | Cronologia completa delle presenze e delle reti in nazionale ― Inghilterra | Cronologia completa delle presenze e delle reti in nazionale ― Inghilterra | Cronologia completa delle presenze e delle reti in nazionale ― Inghilterra | Cronologia completa delle presenze e delle reti in nazionale ― Inghilterra |
| Data                                                                       | Città                                                                      | In casa                                                                    | Risultato                                                                  | Ospiti                                                                     | Competizione                                                               | Reti                                                                       | Note                                                                       |
| -------------------------------------------------------------------------- | -------------------------------------------------------------------------- | -------------------------------------------------------------------------- | -------------------------------------------------------------------------- | -------------------------------------------------------------------------- | -------------------------------------------------------------------------- | -------------------------------------------------------------------------- | -------------------------------------------------------------------------- |
| 11-2-2009                                                                  | Siviglia                                                                   | Spagna                                                                     | 2 – 0                                                                      | Inghilterra                                                                | Amichevole                                                                 | -                                                                          | 75’                                                                        |
| 28-3-2009                                                                  | Londra                                                                     | Inghilterra                                                                | 4 – 0                                                                      | Slovacchia                                                                 | Amichevole                                                                 | -                                                                          | 15’ 35’                                                                    |
| 12-8-2009                                                                  | Amsterdam                                                                  | Paesi Bassi                                                                | 2 – 2                                                                      | Inghilterra                                                                | Amichevole                                                                 | -                                                                          | 59’                                                                        |
| 5-9-2009                                                                   | Londra                                                                     | Inghilterra                                                                | 2 – 1                                                                      | Slovenia                                                                   | Amichevole                                                                 | -                                                                          | 80’                                                                        |
| 10-10-2009                                                                 | Dnipropetrovs'k                                                            | Ucraina                                                                    | 1 – 0                                                                      | Inghilterra                                                                | Qual. Mondiali 2010                                                        | -                                                                          | 72’                                                                        |
| 14-10-2009                                                                 | Londra                                                                     | Inghilterra                                                                | 3 – 0                                                                      | Bielorussia                                                                | Qual. Mondiali 2010                                                        | -                                                                          | 66’                                                                        |
| 3-3-2010                                                                   | Londra                                                                     | Inghilterra                                                                | 3 – 1                                                                      | Egitto                                                                     | Amichevole                                                                 | -                                                                          | 86’                                                                        |
| Totale                                                                     |                                                                            | Presenze                                                                   | 7                                                                          |                                                                            | Reti                                                                       | 0                                                                          |                                                                            |

## Palmarès

### Club
- Community Shield: 1

Chelsea: 2005
- Campionato inglese: 1

Chelsea: 2005-2006
- Campionato scozzese: 1

Celtic: 2015-2016

### Individuale
- Capocannoniere della Football League Cup: 1

2010-2011 (4 gol)